# Eurodryas ochrea
Eurodryas ochrea är en fjärilsart som beskrevs av Tutt 1896. Eurodryas ochrea ingår i släktet Eurodryas och familjen praktfjärilar. Inga underarter finns listade i Catalogue of Life.